# Véres gyémánt (film)
A Véres gyémánt (Blood Diamond) Oscar-díjra jelölt 2006-os amerikai film Edward Zwick rendezésében. A főszerepekben Leonardo DiCaprio, Jennifer Connelly és Djimon Hounsou látható. A cím a háborús gyémántokra utal, amiket háborús zónákban bányásznak, s az eladásukért kapott összegből finanszírozzák a hadviselést. 2007. január 23-án a filmet öt Oscar-díjra jelölték, köztük a legjobb színész (Leonardo DiCaprio) és a legjobb mellékszereplő színész (Djimon Hounsou) díjára.

## Szereplők
| Szereplő        | Színész           | Magyar hang       | A szereplő leírása |
| --------------- | ----------------- | ----------------- | --- |
| Danny Archer    | Leonardo DiCaprio | Hevér Gábor       | Zimbabwei születésű fiatalember, aki az állandó afrikai konfliktusok miatt korán elveszítette szüleit. Coetzee ezredes faragott férfit belőle, s most fegyvereket szállít Sierra Leonébe gyémántokért cserébe. Amolyan kalandorszerűnek írja le magát, s mikor felcsillan a lehetőség, szeretné egyszer s mindenkorra maga mögött hagyni a kontinenst. Azonban a szülőföld nehezen engedi el gyermekeit. |
| Solomon Vandy   | Djimon Hounsou    | Galambos Péter    | Sierra Leone-i halász, férj és három gyermek apja. Egy alkalommal elszakítják családjától, gyémánt-bányászatra kényszerítik, s rá is talál egy különösen nagy darabra. Ezzel számos érdek középpontjává válik, ám őt csak családja érdekli, fia, akit a felkelők gyermekkatonává képeztek. Kényszerű szövetséget köt Archerrel.                                                                          |
| Maddy Bowen     | Jennifer Connelly | Gubás Gabi        | Amerikai újságíró, a háborús gyémántok a nyugati kormányokkal való kapcsolatáról szeretne egy igazi leleplező cikket írni, s ehhez kapóra jön neki Archer, aki iránt idővel gyengéd érzelmeket kezd táplálni. |
| Coetzee ezredes | Arnold Vosloo     | Haás Vander Péter | Dél-afrikai zsoldoskatona, akit csak saját érdekei vezérelnek. Noha régóta ismeri Archert, egy pillanatig sem habozna, ha halála közelebb vinné a gyémánt megkaparintásához. |
| Rupert Simmons  | Michael Sheen     | Tarján Péter      | Brit politikai körökben mozgó férfi, aki végül megvásárolja a gyémántot Vandytól. Az üzletet Maddy lefényképezi, s így megszerzi áhított sztoriját. |

## Történet
1999-ben, a Sierra Leone-i polgárháború idején az országot megviselik a folytonos összecsapások, melyben mindkét oldal egyformán kegyetlen és féktelen, rengeteg szenvedést okozva a civileknek. Számos gyilkolásnak vagyunk tanúi; a lázadók levágják a fiatalok kezét, azzal az indokkal, hogy ne tudjanak szavazni a választásokon.
A fiával hazafelé tartó halászt, Solomon Vandyt is elfogja a Forradalmi Egység Front, a RUF. Elszakítva családjától, Vandyt rabszolgasorba kényszerítik, ahol Poison százados parancsnoksága alatt a gyémántot rejtő vidéken kénytelen dolgozni. A foglyok által talált gyémántokat a RUF eladja külföldre, hogy fegyvereket vehessenek a kapott pénzből céljaik eléréséhez.
Solomon egy nagyméretű, rózsaszín gyémántra bukkan a vízben. Megpróbálja elrejteni, ám Poison rajtakapja; ebben a pillanatban kormánykatonák csapnak le a területre, de Solomonnak a felfordulásban még éppen van ideje elásni a drágakövet, mielőtt ismét elfogják – ezúttal a másik oldal.
A börtönben Solomon találkozik Danny Archerrel, egy volt rodéziai katonával, akit gyémántcsempészésért kaptak el. Az ékköveket a dél-afrikai zsoldosnak, Coetzee ezredesnek kellett volna leszállítania, korábbi parancsnokának a 32 Battalionnál, a dél-afrikai határháborúk legkitüntetettebb egységénél, ami angolai katonákból és fehérbőrű dél-afrikai tisztekből tevődött össze. Archer kétségbeesetten igyekszik egy utat találni tartozása kiegyenlítésére, s mikor meghallja, hogy a sérült Poison százados követeli Solomontól a gyémántot a börtönben, elkezdi szőni terveit a kő megszerzésére.
Poison felépülte után megkeresi Vandy fiát, Diát, akiből a felkelők gyermekkatonát, valóságos gyilkológépet képeznek számos társával együtt, akik parancsszóra, kérdezés nélkül lőnek.
Archer felajánlja segítségét Solomonnak családja megtalálásában cserébe a gyémántért. Ketten együtt veszélyes út elébe néznek a gyémánt rejtekhelyéig. Ehhez szükségük van Maddy Bowen újságírónő segítségére, hogy a sajtósokkal együtt átengedjék őket a fegyveres erők állomáshelyein. Számos megpróbáltatás után a két férfi eléri a RUF táborát, aminek közelében a gyémánt el van ásva. Solomon itt találkozik fiával, aki agymosáson esett át, s elutasítja apja szeretetét. Archer megadja Coetzee ezredesnek a hely koordinátáit, így rövidesen egy alakulat érkezik a helyszínre, légicsapást mérve a felkelők táborára. Archeren keresztül Coetzee a gyémánt átadására kényszeríti Solomont, aki csak akkor hajlandó elvezetni őket hozzá, mikor fia életével fenyegetik. A gyémántot rejtő földön egy hirtelen tűzpárbajban Archer és Vandy végez az ezredessel és embereivel, s megtalálják az elásott követ. Solomonnak sikerül visszanyernie fiát, s hárman Archer társának repülője felé veszik az irányt.
Archer megsérült a fegyveres összecsapásban, így egy idő után képtelen folytatni a gyalogtúrát hegymenet. Átadja a gyémántot Solomonnak, s a lelkére köti, hogy vigyázzon a pilótával, s csak Londonban adja el a drágakövet, Maddy segítségével. Ott, Solomon egy bőröndnyi pénz mellett családját is visszakapja, Maddy pedig az átadásról felvételeket készít, ami bizonyítja a nyugat felelősségét az afrikai konfliktusokban.

## Visszhang
A De Beers Group, a gyémántkereskedelem legnagyobb résztvevője aggodalmát fejezte ki a filmmel kapcsolatban, miszerint az csökkenteni fogja a gyémánt lakossági keresletét. A De Beers állítja, a háborús gyémántok aránya a kereskedelemben 4%-ról 1%-ra redukálódott a Kimberley Processnek köszönhetően. Hírek kaptak szárnyra arról, hogy a cég el akarta érni, a film kezdetekor tegyék világossá a készítők, hogy az események fiktívek és múltbéliek. A De Beers ezen értesüléseket tagadta. Az ellenkampányban olyan világsztárokat kér fel gyémánt viselésére, mint például Jennifer Lopez vagy Beyoncé. Mellesleg minden egyes ilyen alkalomért 10 ezer dollárt fizet a holland cég egy jótékonysági szervezet számlájára, hogy bizonyítsa humanitárius mivoltát.
A New York Post jelentése szerint a Warner Bros. Pictures 27 amputált gyermek és tizenéves statisztának ígért végtagprotézist a felvételek befejeztével. Több hónappal a forgatás vége után a protéziseket még nem állították elő, s értesülések szerint a stúdió úgy tájékoztatta az érintett fogyatékkal élőket, hogy a decemberi bemutatóig kell várniuk annak érdekében, hogy maximalizálhassák a nyilvánosság érdeklődését. A dátum elérkeztével az Easter Cape privát jótékonysági szervezetnek közbe kellett lépnie, hogy segítse az amputáltak ellátását művégtagokkal. 
A fenti állításokra a Warner Bros. az L.A. Weekly egy cikkében reagált, ahol azt állították, nem ígértek 27 amputált gyermeknek és tizenévesnek protézist, azonban a szereplők és a stáb 200 000 és 400 000 dollár közti összeggel létrehozták a „Véres Gyémánt Alap”-ot, amely összeget a Warner megduplázta, s jelenleg egy maputói székhelyű számlavezetéssel foglalkozó cég kezeli a mozambiki produkciós ügyintézők felügyeletével.
A film olyan időszakban készült, amikor a média figyelme többszörösen is a háborús gyémántokra fókuszál: Kanye West rapper „Diamonds from Sierra Leone” című száma, a VH1 Bling című dokumentumfilmje Sierra Leone mai helyzetéről és a The Heartless Stone elnevezésű kiállítás mind a közelmúlt termése.
A The Empire in Africa című dokumentumfilm a történet másik oldalát mutatja be, agresszív válaszként a Véres gyémántra. A film szerint a RUF valójában Sierra Leone szabadságáért küzdött és semmivel sem köthető hozzájuk több túlkapás, mint a kormányhoz és a nyugati hadseregekhez.

## Kronológiai hibák
- A film az 1990-es évek legvégén játszódik, azonban abban a jelenetben, ahol Solomon a vevővel találkozik Londonban, tisztán látható, hogy Simmons egy 2007-es Bentley Arnage típusú autóval érkezik.
- Egy másik londoni jelenetben olyan autóbusz látható a háttérben, amelyet a londoni buszvonalakon csak 2004 óta használnak.
- Az egyik konói jelenetben, az egyik gyermekkatona egy Game Boy Advance SP-vel látható, ami csak 2003-ban került piacra.
- Amikor Danny találkozik Coetzee ezredessel Dél-afrikában, a mobiltelefonokhoz használt 3G networking hirdetései vehetők észre.
- Mikor Danny és Solomon a bokrokba rejtőznek a RUF katonák elől éjszaka, a terepjárón a felkelők 2Pac „When I Get Free” című számát hallgatják. A felvétel ezen változata azonban csak a 2001-es Until the End of Time albumon látott napvilágot.

## Érdekességek
- A filmet több helyszínen forgatták afrikaszerte, úgymint Dél-Afrika keleti partjai és Fokváros. További részeket Maputóban és Mozambik más területein rögzítettek.
- A RUF táborra mért légicsapás jelenetében egy orosz Mil Mi-24 SuperHind Mk IV típusú helikoptert használtak.
- A Danny Archer és Zero parancsnok által használt kreol nyelv a film elején a krio.
- DiCaprio karaktere a filmben azt mondja, ha megtalálja a gyémántot, elhagyja a kontinenst és sosem jön vissza. Az Aviátorban általa alakított Howard Hughes hasonlóan azt a kijelentést teszi, ha repülőgépe nem működik, akkor elhagyja az Egyesült Államokat és nem tér vissza többé.
- A végefőcím alatt a rapper Nas „Shine On” című száma hallható.
- A film során a járművek az út bal oldalán haladnak. Sierra Leonéban a jobb-, míg a forgatás helyszínéül szolgáló Dél-Afrikában és Mozambikban a bal oldalon vezetnek.
- A film elején Archer pisztolya egy Walther P99-es. Később egy Heckler & Koch USP-t szerez egy halott katonától.
- Mikor Solomon halászni megy reggel, a nap a tenger felett kel fel. Ám mivel Sierra Leone a nyugati parton terül el, a napnak a föld felett kell felbukkannia.

## Díjak és jelentősebb jelölések
- Oscar-díj
  - jelölés: legjobb férfi főszereplő (Leonardo DiCaprio)
  - jelölés: legjobb férfi mellékszereplő (Djimon Hounsou)
  - jelölés: legjobb vágás
  - jelölés: legjobb hang
  - jelölés: legjobb hangvágás
- Golden Globe-díj
  - jelölés: legjobb férfi főszereplő – filmdráma (Leonardo DiCaprio)
- Image Awards
  - díj: legjobb férfi mellékszereplő (Djimon Hounsou)
- Las Vegas Film Critics Society Awards
  - díj: legjobb férfi mellékszereplő (Djimon Hounsou)
- National Board of Review, USA
  - díj: legjobb férfi mellékszereplő (Djimon Hounsou)
- Washington DC Area Film Critics Association Awards
  - díj: legjobb férfi mellékszereplő (Djimon Hounsou)